# Biserica și Școala
Biserica și Școala a fost o revistă religioasă, educațională, literară și economică care a apărut la inițiativa episcopului Ioan Mețianu la 30 ianuarie/11 februarie 1877, la Arad. Noua publicație a fost publicată sub îndrumarea lui Vasile Mangra, care i-a stabilit și numele, și a avut o apariție neîntreruptă până în anul 1948.
În primul număr, în cuvântul către cititori, Vasile Mangra scria:
„Biserica și Școala! In hoc signo vinces! ... Am fi dorit și ne-am bucura din inimă dacă inițiativa în această direcțiune ar fi luat-o alții cu mai multă experiență ți mai multă deprindere pe terenul social-bisericesc și școlar; dar dacă n-au făcut-o datoria noastră este să o facem, după ale noastre puteri ...”
Termenii autorizării revistei interzicea inserarea de materiale militante politice, dar Vasile Mangra a inserat în coloanele revistei o liniei de apărare a așezămintelor culturale și bisericești naționale, împotriva tuturor presiunilor dualiste. Revista a publicat materiale legate de protestul românilor împotriva legislației școlare potrivnice intereselor românești. Au fost publicate materiale care relatau manifestări culturale cu un profund caracter național. Vasile Mangra a stabilit legături cu redacția ziarului Timpul din București, unde Ioan Slavici se străduia să publice problemele românilor transilvăneni.
Din anul 1878 ziarul este condus de Augustin Hamsea, până în anul 1882 când revine Vasile Mangra, dar acesta pleacă din nou, în 1883, în urma unor discuții cu Ioan Mețianu, care s-a împotrivit introducerii ortografiei Academiei Române. Vasile Mangra și-a publicat viziunea în articolul Steaua noastră conducătoare, în care a spus că atât în privința limbii cât și a modului de scriere, noi ne-am conformat, pe cât ne-a stat în putință, curentului binefăcător de peste Carpați. Revista a trecut din nou sub conducerea lui Augustin Hamsea, până în anul 1899, când episcopul Iosif Ioan Goldiș i-a încredințat-o din nou lui Vasile Mangra, care a condus-o până în 1900, an în care părăsește Aradul pentru postul de vicar al Consistoriului eparhial din Oradea, rămânând mai departe doar un permanent colaborator.